# Centàurea
Centàurea (Centaurea) és un gènere de plantes angiospermes de la família de les asteràcies (Asteraceae). Són plantes natives de les zones temperades i subtropicals d'Europa, Àsia i Àfica.

## Descripció
Són plantes herbàcies anuals o perennes, tiges habitualment erectes i sense espines. Les fulles poden se basals o alternes, enteres o pinnatisectes, sense espines, peciolades o sèssils en el cas de les fulles caulinars. Les flors s'agrupen en inflorescències en capítol, solitàries o en grups de 2 o 3 i terminals. A l'involucre hi ha vàries fileres de bràctees que poden tenir una espina a l'àpex. Les flors exteriors són estèrils i sovint ligulades, les interiors són hermafrodites, la corol·la és tubular i lobulada, el nombre de lòbuls oscil·la entre 4 i 8. El fruit és un aqueni amb papus.

## Taxonomia
Dins del gènere Centaurea es reconeixen les 769 espècies següents:
- Centaurea acaulis L.
- Centaurea achaia Boiss. & Heldr.
- Centaurea achilleifolia Homrani-Bakali & Susanna
- Centaurea achtarovii Urum.
- Centaurea acicularis Sm.
- Centaurea acmophylla Boiss.
- Centaurea adamovicii Velen.
- Centaurea adscendens (Bartl.) Prodan
- Centaurea aegyptiaca L.
- Centaurea aeolica Guss. ex Lojac.
- Centaurea aetaliae (Sommier) Bég.
- Centaurea aetolica Phitos & T.Georgiadis
- Centaurea affinis Friv.
- Centaurea aggregata Fisch. & C.A.Mey. ex DC.
- Centaurea aguilellae Mateo & M.B.Crespo
- Centaurea ahverdovii Gabrieljan
- Centaurea ainetensis Boiss.
- Centaurea akamantis T.Georgiadis & Hadjik.
- Centaurea akmanii Yıld.
- Centaurea akroteriensis Gennaio & Q.G.Manni
- Centaurea aksoyi Hamzaoğlu & Budak
- Centaurea aladaghensis Wagenitz
- Centaurea alba L.
- Centaurea albertii Rexhepi
- Centaurea albofimbriata Stef. & T.Georgiev
- Centaurea albonitens Turrill
- Centaurea alexandrina Delile
- Centaurea alfonsoi Negaresh
- Centaurea ali-beyana Font Quer & Pau
- Centaurea alveicola Rech.f.
- Centaurea amadanensis Sch.Bip.
- Centaurea amaena Boiss. & Balansa
- Centaurea amanicola Hub.-Mor.
- Centaurea amanosensis M.Bona
- Centaurea ambigua Guss.
- Centaurea amblensis Graells
- Centaurea ammocyanus Boiss.
- Centaurea angelescui Grinţ.
- Centaurea ankarica Uysal & Hamzaoğlu
- Centaurea antalyensis H.Duman & A.Duran
- Centaurea antennata Dufour
- Centaurea anthemifolia Hub.-Mor.
- Centaurea antiochia Boiss.
- Centaurea antitauri Hayek
- Centaurea aphrodisea Boiss.
- Centaurea aplolepa Moretti
- Centaurea appendicata Klokov
- Centaurea arachnoidea Viv.
- Centaurea ardabilica Ranjbar & Heydari
- Centaurea arenaria M.Bieb. ex Willd.
- Centaurea argecillensis Gredilla
- Centaurea argentea L.
- Centaurea arifolia Boiss.
- Centaurea aristata Hoffmanns. & Link
- Centaurea armena Boiss.
- Centaurea arrigonii Greuter
- Centaurea ascalonica Bornm.
- Centaurea aspera L. - bracera
- Centaurea aspromontana Brullo, Scelsi & Spamp.
- Centaurea assadii Ranjbar & Negaresh
- Centaurea athoa DC.
- Centaurea atlantica Pomel
- Centaurea atlantis Maire & Weiller
- Centaurea atrata Willd.
- Centaurea atropurpurea Olivier
- Centaurea attica Nyman
- Centaurea aucheri (DC.) Wagenitz
- Centaurea austroanatolica Hub.-Mor.
- Centaurea austrobalcanica (Skokanová) Raus & Strid
- Centaurea avilae Pau
- Centaurea axillaris Willd.
- Centaurea aytugiana Bancheva, Kaya & Binzet
- Centaurea aziziana Rech.f.
- Centaurea babylonica (L.) L.
- Centaurea bachtiarica Hayek & Bornm.
- Centaurea baldaccii Degen
- Centaurea baseri Köse & Alan
- Centaurea bavegehensis Ranjbar & Negaresh
- Centaurea behen L.
- Centaurea benedicta (L.) L.
- Centaurea besseriana DC.
- Centaurea bethurica E.López & Devesa
- Centaurea bimorpha Viv.
- Centaurea bingoelensis Behçet & İlçim
- Centaurea biokovensis Teyber
- Centaurea blancheana Mouterde
- Centaurea bofilliana Sennen ex Devesa & E.López
- Centaurea boissieri DC. - carxofetes
- Centaurea bojnordensis Ranjbar, Negaresh & Joharchi
- Centaurea bombycina Boiss. ex DC.
- Centaurea borjae Valdés Berm. & Rivas Goday
- Centaurea borysthenica Gruner
- Centaurea bourgaei Boiss.
- Centaurea bovina Velen.
- Centaurea breviceps Iljin
- Centaurea bruguieriana (DC.) Hand.-Mazz.
- Centaurea brulla Greuter
- Centaurea bugellensis (Soldano) Soldano
- Centaurea busambarensis Guss.
- Centaurea cadmea Boiss.
- Centaurea calabra G.Caruso, S.A.Giardina, Raimondo & Spadaro
- Centaurea calcitrapa L. - obriülls
- Centaurea caliacrae Prodan
- Centaurea calocephala Willd.
- Centaurea calolepis Boiss.
- Centaurea camelorum Velen.
- Centaurea cankiriensis A.Duran & H.Duman
- Centaurea caprina Steven
- Centaurea carduiformis DC.
- Centaurea cariensiformis Hub.-Mor.
- Centaurea cariensis Boiss.
- Centaurea caroli-henrici Gabrieljan & Dittrich
- Centaurea carolipauana Fern.Casas & Susanna
- Centaurea carratracensis Lange
- Centaurea carystea Trigas & Constantin.
- Centaurea caspia Grossh.
- Centaurea cassia Boiss.
- Centaurea castellana Boiss. & Reut.
- Centaurea castellanoides Talavera
- Centaurea cataonica Boiss. & Hausskn.
- Centaurea cavanillesiana Graells
- Centaurea centauroides L.
- Centaurea ceratophylla Ten.
- Centaurea chalcidicea Hayek
- Centaurea charrelii Halácsy & Dörfl.
- Centaurea cheiranthifolia Willd.
- Centaurea cheirolepidoides Wagenitz
- Centaurea cheirolopha (Fenzl) Wagenitz
- Centaurea chrysantha Wagenitz
- Centaurea chrysocephala Phitos & T.Georgiadis
- Centaurea chrysolepis Vis.
- Centaurea cineraria L.
- Centaurea cithaeronea Phitos & Constantin.
- Centaurea citricolor Font Quer
- Centaurea clementei Boiss. ex DC.
- Centaurea codringtonii Rech.f.
- Centaurea codruensis Prodan
- Centaurea collina L.
- Centaurea conocephala Bolle
- Centaurea consanguinea DC.
- Centaurea corcubionensis M.Laínz
- Centaurea cordubensis Font Quer
- Centaurea coronata Lamy
- Centaurea corymbosa Pourr.
- Centaurea costae Willk.
- Centaurea coziensis Nyár.
- Centaurea cristata Bartl.
- Centaurea crithmifolia Vis.
- Centaurea crnogorica Rohlena
- Centaurea cuneifolia Sm.
- Centaurea cuspidata Vis.
- Centaurea cyanoides Wahlenb.
- Centaurea cyanomorpha Stef. & T.Georgiev
- Centaurea cyanus L. - blauet
- Centaurea cylindrocephala Bornm.
- Centaurea cyprensis (Holub) T.Georgiadis
- Centaurea cyrenaica Bég. & Vacc.
- Centaurea dalmatica A.Kern.
- Centaurea damascena Boiss.
- Centaurea daneshvarii Negaresh & Oreizi
- Centaurea daralagoezica (Fomin) Greuter
- Centaurea davisii Wagenitz
- Centaurea debdouensis Breitw. & Podlech
- Centaurea debeauxii Godr. & Gren.
- Centaurea decipiens Thuill.
- Centaurea degeniana J.Wagner
- Centaurea degenianiformis Prodan
- Centaurea delbesiana Arènes
- Centaurea delicatula Breitw. & Podlech
- Centaurea delucae C.Guarino & Rampone
- Centaurea demetrii Dumbadze
- Centaurea demirizii Wagenitz
- Centaurea demirkapiensis Micevski
- Centaurea depressa M.Bieb.
- Centaurea derderiifolia Wagenitz
- Centaurea derventana Vis. & Pančić
- Centaurea deusta Ten.
- Centaurea deustiformis Adamović
- Centaurea devasiana Bergmeier & Strid
- Centaurea dezfulica Ranjbar & S.Mohamadi
- Centaurea dhofarica Baker
- Centaurea dichroa Boiss. & Heldr.
- Centaurea dichroantha A.Kern.
- Centaurea diffusa Lam.
- Centaurea diluta Aiton
- Centaurea diomedea Gasp.
- Centaurea djebel-amouri Greuter
- Centaurea doddsii Post ex Boiss.
- Centaurea dolopica Zograf., Koutr., Liveri & Dimop.
- Centaurea dominii (Dostál) Dubovik
- Centaurea donetzica Klokov
- Centaurea drabifolia Sm.
- Centaurea drabifolioides Hub.-Mor.
- Centaurea drenovensis Pils
- Centaurea dubjanskyi Iljin
- Centaurea ducellieri Batt. & Trab.
- Centaurea dumanii (Dinç, A.Duran & Bilgili) Dinç & Doğu
- Centaurea dumulosa Boiss.
- Centaurea dursunbeyensis Uysal & Köse
- Centaurea ebenoides Heldr. ex S.Moore
- Centaurea edith-mariae Radić
- Centaurea eflanensis (Kaya & Bancheva) Şirin & Ertuğrul
- Centaurea elazigensis Kaya & Vural
- Centaurea elbrusensis Boiss. & Buhse
- Centaurea elegantissima Bornm.
- Centaurea emigrantis Bubani
- Centaurea emiliae Huseynova & Garakhani
- Centaurea emporitana Vayreda ex Hayek
- Centaurea ensiformis P.H.Davis
- Centaurea epapposa Velen.
- Centaurea epirota Halácsy
- Centaurea erdneri J.Wagner
- Centaurea erinacella Rech.f.
- Centaurea eriophora L.
- Centaurea ertugruliana Uysal
- Centaurea erycina Raimondo & Bancheva
- Centaurea eryngioides Lam.
- Centaurea esfandiarii Rech.f. & Aellen
- Centaurea euboica Rech.f.
- Centaurea euxina Velen.
- Centaurea exarata Boiss. ex Coss.
- Centaurea fabregatii Mateo & M.B.Crespo
- Centaurea farsistanica (Wagenitz) Ranjbar & Negaresh
- Centaurea fenzlii Reichardt
- Centaurea ferox Desf.
- Centaurea filiformis Viv.
- Centaurea finazzeri Adamović
- Centaurea flosculosa Balb. ex Willd.
- Centaurea foucauldiana Maire
- Centaurea foveolata Blakelock
- Centaurea fragilis Durieu
- Centaurea francoi Figueiredo & Gideon F.Sm.
- Centaurea friderici Vis.
- Centaurea furfuracea Coss. & Durieu
- Centaurea fuscomarginata (K.Koch) Juz.
- Centaurea fusiformis Blakelock
- Centaurea gabrieliae (Bornm.) Wagenitz
- Centaurea gabrielis-blancae Fern.Casas
- Centaurea gabrieljanae Greuter
- Centaurea gadorensis Blanca
- Centaurea galicicae Micevski
- Centaurea gallaecica (M.Laínz) Arnelas & Devesa
- Centaurea gattefossei Maire
- Centaurea geluensis Boiss. & Hausskn.
- Centaurea gentilii Braun-Blanq. & Maire
- Centaurea gerberi Steven
- Centaurea gerhardii M.V.Agab.
- Centaurea germanicopolitana Bornm.
- Centaurea ghahremanii Wagenitz & Esfand.
- Centaurea giardinae Raimondo & Spadaro
- Centaurea gigantea Sch.Bip. ex Boiss.
- Centaurea gjurasinii Bosnjak
- Centaurea glaberrima Tausch
- Centaurea glabroauriculata Uysal & Demir.
- Centaurea glastifolia L.
- Centaurea globurensis Nyár.
- Centaurea glomerata Vahl
- Centaurea gloriosa Radić
- Centaurea goerkii Yıld.
- Centaurea goksivriensis M.Bona
- Centaurea golestanica Akhani & Wagenitz
- Centaurea gracilenta Velen.
- Centaurea graeca Griseb.
- Centaurea graminifolia (Lam.) Muñoz Rodr. & Devesa
- Centaurea granatensis Boiss. ex DC.
- Centaurea grbavacensis (Rohlena) Stoj. & Acht.
- Centaurea greuteri E.Gamal-Eldin & Wagenitz
- Centaurea grisebachii (Nyman) Heldr.
- Centaurea gubanovii Kamelin
- Centaurea gudrunensis Boiss. & Hausskn.
- Centaurea gulissashvilii Dumbadze
- Centaurea gussonei Raimondo & Spadaro
- Centaurea gymnocarpa Moris & De Not.
- Centaurea hadacii Wagenitz
- Centaurea haenseleri (Boiss.) Boiss. & Reut.
- Centaurea hakkariensis Wagenitz
- Centaurea halophila Hub.-Mor.
- Centaurea handelii Wagenitz
- Centaurea hanryi Jord.
- Centaurea haradjianii Wagenitz
- Centaurea haussknechtii Boiss.
- Centaurea haynaldiiformis Prodan
- Centaurea hekimhanensis Şirin & Yıldırım
- Centaurea heldreichii Halácsy
- Centaurea helenioides Boiss. & Hausskn.
- Centaurea hellwigii Ranjbar & Negaresh
- Centaurea heratensis Rech.f. & Köie
- Centaurea hermannii Hermann
- Centaurea hervieri Degen
- Centaurea heterocarpa Boiss. & Gaill.
- Centaurea heywoodiana Raimondo, Spadaro & Di Grist.
- Centaurea hierapolitana Boiss.
- Centaurea hohenackeri Steven
- Centaurea hololeuca Boiss.
- Centaurea homoeosceros Pau
- Centaurea horrida Badarò
- Centaurea huljakii J.Wagner
- Centaurea hyalolepis Boiss.
- Centaurea hymettia Kit Tan, Zograf. & Bancheva
- Centaurea hyrcanica Bornm.
- Centaurea hyssopifolia Vahl
- Centaurea iberica Trevir. ex Spreng.
- Centaurea ibn-tattoui Chamboul., Bidat & J.F.Léger
- Centaurea idaea Boiss. & Heldr.
- Centaurea ilvensis (Sommier) Arrigoni
- Centaurea immanuelis-loewii Degen
- Centaurea imperialis Hausskn. ex Bornm.
- Centaurea incompleta Halácsy
- Centaurea incompta Vis.
- Centaurea indistincta (Wagenitz) Ranjbar & Negaresh
- Centaurea inermis Velen.
- Centaurea inexpectata Wagenitz
- Centaurea inexpugnabilis P.P.Ferrer, Mansanet-Salvador & R.Roselló
- Centaurea infestans Durieu
- Centaurea integrans (Fiori) Naggi ex Prain
- Centaurea intricata Boiss.
- Centaurea involucrata Desf.
- Centaurea ionica Brullo
- Centaurea ipecensis Rech.f.
- Centaurea iranshahrii Wagenitz & Esfand.
- Centaurea irritans Wagenitz
- Centaurea isaurica Hub.-Mor.
- Centaurea isiliae H.Duman, Uzunh. & Bahadır
- Centaurea ispahanica Boiss.
- Centaurea jacea L. - caps blaus
- Centaurea jaennensis Degen & Debeaux
- Centaurea janeri Graells
- Centaurea jankae D.Brândză
- Centaurea jankeana Simonk.
- Centaurea japygica (Lacaita) Brullo
- Centaurea jeffreyana Mesfin
- Centaurea jiroftensis (Ranjbar & Negaresh) Ranjbar & Heydari
- Centaurea joharchii Ranjbar & Negaresh
- Centaurea johnseniana Kit Tan & Strid
- Centaurea jordaniana Godr. & Gren.
- Centaurea josiae Humbert
- Centaurea jovinianum Sennen & Pau
- Centaurea jurineifolia Boiss.
- Centaurea kabirkuhensis Mozaff., F.Ghahrem. & Fereid.
- Centaurea kalambakensis Freyn & Sint.
- Centaurea kamalnejadii Negaresh
- Centaurea kamyaranensis Ranjbar & Negaresh
- Centaurea kandavanensis Wagenitz
- Centaurea kanitziana Janka ex D.Brândză
- Centaurea karamianiae Negaresh
- Centaurea kartschiana Scop.
- Centaurea karvandarensis Rech.f.
- Centaurea kavadarensis Micevski
- Centaurea kaynakiae Daşkın & Yılmaz
- Centaurea kemulariae Dumbadze
- Centaurea kermanshahensis (Wagenitz) Ranjbar & Negaresh
- Centaurea kerneriana Janka
- Centaurea khosraviana Negaresh
- Centaurea kilaea Boiss.
- Centaurea kirikkalensis Özbek
- Centaurea kirmacii Uysal & Armağan
- Centaurea kizildaghensis Uzunh., E.Doğan & H.Duman
- Centaurea kochiana (Holub) Greuter
- Centaurea koeieana Bornm.
- Centaurea kofinasii Kit Tan
- Centaurea konkae Klokov
- Centaurea kosaninii Hayek
- Centaurea kotschyana Heuff.
- Centaurea kotschyi (Boiss.) Hayek
- Centaurea kozjakensis Micevski
- Centaurea kuhdashtensis Ranjbar & S.Mohamadi
- Centaurea kunkelii N.Garcia
- Centaurea kurdica Reichardt
- Centaurea kusanii Radić
- Centaurea lacaitae Peruzzi
- Centaurea lacerata (Hausskn.) Halácsy
- Centaurea laconica Boiss.
- Centaurea lactiflora Halácsy
- Centaurea lactucifolia Boiss.
- Centaurea lagascana Graells
- Centaurea lainzii Fern.Casas
- Centaurea lancifolia Sieber ex Spreng.
- Centaurea langei Nyman
- Centaurea lanigera DC.
- Centaurea lanulata Eig
- Centaurea latiloba Klokov
- Centaurea laureotica Heldr. ex Halácsy
- Centaurea lavrenkoana Klokov
- Centaurea laxa Boiss. & Hausskn.
- Centaurea legionis-septimae Fern.Casas & Susanna
- Centaurea leonidia Kalpoutz. & Constantin.
- Centaurea leptophylla (K.Koch) Tchich.
- Centaurea leucadea Lacaita
- Centaurea leucomalla Bornm.
- Centaurea leucomelaena Hayek
- Centaurea leucophaea Jord.
- Centaurea limbata Hoffmanns. & Link
- Centaurea lingulata Lag.
- Centaurea linifolia L. - caps de burro
- Centaurea litardierei Jahand. & Maire
- Centaurea litigiosa (Fiori) Arrigoni
- Centaurea litochorea T.Georgiadis & Phitos
- Centaurea longepedunculata Sch.Bip. ex Boiss.
- Centaurea longifimbriata Wagenitz
- Centaurea longispina (Post) Wagenitz
- Centaurea loscosii Willk.
- Centaurea lovricii Bogdanović, Boršić, Ljubičić, Brullo & Giusso
- Centaurea lugdunensis Jord.
- Centaurea luristanica Rech.f.
- Centaurea luschaniana Heimerl ex Stapf
- Centaurea lusitanica Boiss. & Reut.
- Centaurea lycaonica Boiss. & Heldr.
- Centaurea lycia Boiss.
- Centaurea lycopifolia Boiss. & Kotschy
- Centaurea lydia Boiss.
- Centaurea macedonica Boiss.
- Centaurea macroacantha Guss.
- Centaurea macrocephala Muss.Puschk. ex Willd.
- Centaurea macroptilon Borbás
- Centaurea magistrorum Arrigoni & Camarda
- Centaurea magocsyana W.H.Wagner
- Centaurea maireana Emb.
- Centaurea majorovii Dumbadze
- Centaurea malacitana Boiss.
- Centaurea malatyensis Kültür & M.Bona
- Centaurea malinvaldiana Batt.
- Centaurea mannagettae Podp.
- Centaurea maramarosiensis (Jáv.) Czerep.
- Centaurea marashica Uzunh., Tekşen & E.Doğan
- Centaurea margarita-alba Klokov
- Centaurea mariana Nyman
- Centaurea marmorea Bornm. & Soska
- Centaurea maroccana Ball
- Centaurea masjedsoleymanensis Ranjbar & Askari
- Centaurea matthiolifolia Boiss.
- Centaurea mayeri Radić
- Centaurea melanocephala Pančić
- Centaurea melanosticta (Lange) Franco
- Centaurea melitensis L. - oriola
- Centaurea mengenensis Uysal & Şirin
- Centaurea mersinensis Uysal & Hamzaoğlu
- Centaurea mesopotamica Bornm.
- Centaurea messenicolasiana T.Georgiadis, Dimitrellos & Routsi
- Centaurea micevskii Greuter
- Centaurea micracantha Dufour
- Centaurea micrantha Hoffmanns. & Link
- Centaurea microcarpa Coss. & Durieu ex Batt. & Trab.
- Centaurea microcnicus Reese & Sam.
- Centaurea microlonchoides Boiss.
- Centaurea microlopha (Boiss.) Ranjbar & Negaresh
- Centaurea molesworthiae E.López, Devesa & García Rojas
- Centaurea mollis Waldst. & Kit.
- Centaurea monodii Arènes
- Centaurea montaltensis (Fiori) Peruzzi
- Centaurea montana L. - centàurea
- Centaurea monticola Boiss. ex DC.
- Centaurea montis-borlae Soldano
- Centaurea mouterdei Wagenitz
- Centaurea movlavia Parsa
- Centaurea mozaffarianii Negaresh
- Centaurea mucurensis Teyber
- Centaurea murbeckii Hayek
- Centaurea musakii T.Georgiadis
- Centaurea musarum Boiss. & Orph.
- Centaurea musimonum Maire
- Centaurea nallihanensis Uysal & Hamzaoğlu
- Centaurea nana Desf.
- Centaurea napifolia L.
- Centaurea napulifera Rochel
- Centaurea neiceffii Degen & J.Wagner
- Centaurea nemecii Nábělek
- Centaurea nemoralis Jord.
- Centaurea nerimaniae Kültür
- Centaurea nervosa Willd.
- Centaurea nevadensis Boiss. & Reut.
- Centaurea nicolai Bald.
- Centaurea niederi Heldr.
- Centaurea nigerica Hutch.
- Centaurea nigra L. - cabeçudes
- Centaurea nigrescens Willd.
- Centaurea nigrofimbria Sosn.
- Centaurea nissana Petrovič
- Centaurea nivea (Bornm.) Wagenitz
- Centaurea nobilis (E.Groves) Brullo
- Centaurea novakii Dostál
- Centaurea nydeggeri Hub.-Mor.
- Centaurea obtusifolia (Boiss. & Hausskn.) Wagenitz
- Centaurea obtusiloba Batt.
- Centaurea occasus Fern.Casas
- Centaurea ochrocephala Wagenitz
- Centaurea odessana Prodan
- Centaurea odyssei Wagenitz
- Centaurea ognjanoffii Urum.
- Centaurea oltensis Sosn.
- Centaurea olympica (DC.) K.Koch
- Centaurea omphalodes (Benth. & Hook.f.) Coss.
- Centaurea onopordifolia Boiss.
- Centaurea oranensis Greuter & M.V.Agab.
- Centaurea orbelica Velen.
- Centaurea orientalis L.
- Centaurea oriolii-bolosii Fern.Casas
- Centaurea ornata Willd.
- Centaurea orphanidea Heldr. & Sartori ex Boiss.
- Centaurea orumiehensis Ranjbar & Negaresh
- Centaurea oscensis (Pau ex E.López & Devesa) Raab-Straube & Greuter
- Centaurea osmaniyensis İlçim
- Centaurea ossaea Halácsy
- Centaurea ovina Pall. ex Willd.
- Centaurea oxylepis (Wimm. & Grab.) Hayek
- Centaurea pabotii Wagenitz
- Centaurea paczoskyi Kotov ex Klokov
- Centaurea palanganensis Ranjbar & Askari
- Centaurea pallescens Delile
- Centaurea pamphylica Boiss. & Heldr.
- Centaurea pandataria (Fiori & Bég.) Bég.
- Centaurea pangaea Greuter & Papan.
- Centaurea paniculata L. - centàurea
- Centaurea panormitana Lojac.
- Centaurea paphlagonica (Bornm.) Wagenitz
- Centaurea papposa (Coss.) Greuter
- Centaurea parilica Stoj. & Stef.
- Centaurea parlatoris Heldr.
- Centaurea parviflora Desf.
- Centaurea patula DC.
- Centaurea paui Loscos ex Willk.
- Centaurea pauneroi Talavera & J.Muñoz
- Centaurea pawlowskii Phitos & Damboldt
- Centaurea paxorum Phitos & T.Georgiadis
- Centaurea pectinata L.
- Centaurea pelia DC.
- Centaurea peltieri Homrani-Bakali & Susanna
- Centaurea pentadactyli Brullo, Scelsi & Spamp.
- Centaurea perrottettii DC.
- Centaurea persica Boiss.
- Centaurea pestalotii De Not. ex Ces.
- Centaurea pestalozzae Boiss.
- Centaurea peucedanifolia Boiss. & Orph.
- Centaurea phaeolepis Coss.
- Centaurea phalacrica Brullo, Cambria, Crisafulli, Tavilla & Sciandr.
- Centaurea phlomoides Boiss. & Hausskn.
- Centaurea phrygia L.
- Centaurea pichleri Boiss.
- Centaurea pinae Pau
- Centaurea pinardii Boiss.
- Centaurea pindicola Griseb.
- Centaurea pineticola Iljin
- Centaurea pinetorum Hub.-Mor.
- Centaurea pinnata Pau ex Vicioso
- Centaurea pinnatifida Schur
- Centaurea poculatoris Greuter
- Centaurea podospermifolia Loscos & J.Pardo
- Centaurea poeltiana Puntillo
- Centaurea polyacantha Willd.
- Centaurea polyclada DC.
- Centaurea polyphylla Ledeb. ex Nordm.
- Centaurea polypodiifolia Boiss.
- Centaurea pomeliana Batt.
- Centaurea pontica Prodan & Nyár.
- Centaurea postii Boiss.
- Centaurea praecox Oliv. & Hiern
- Centaurea princeps Boiss. & Heldr.
- Centaurea procurrens Sieber ex Spreng.
- Centaurea prolongi Boiss. ex DC.
- Centaurea promota (E.Gamal-Eldin & Wagenitz) Strid
- Centaurea proto-gerberi Klokov
- Centaurea proto-margaritacea Klokov
- Centaurea pseudoaxillaris Stef. & T.Georgiev
- Centaurea pseudobovina Hayek ex Stoj. & Stef.
- Centaurea pseudocadmea Wagenitz
- Centaurea pseudocineraria (Fiori) Rouy
- Centaurea pseudodegeniana Prodan
- Centaurea pseudokotschyi Wagenitz
- Centaurea pseudoleucolepis Kleopow
- Centaurea pseudomaculosa Dobrocz.
- Centaurea pseudomagocsyana Prodan
- Centaurea pseudoreflexa Hayek
- Centaurea pseudoscabiosa Boiss. & Buhse
- Centaurea pseudosinaica Czerep.
- Centaurea psilacantha Boiss. & Heldr.
- Centaurea ptarmicifolia Halácsy ex Hayek
- Centaurea pterocaula Trautv.
- Centaurea ptosimopappa Hayek
- Centaurea ptosimopappoides Wagenitz
- Centaurea pubescens Willd.
- Centaurea pugioniformis Nyár.
- Centaurea pulchella Ledeb.
- Centaurea pullata L.
- Centaurea pulvinata (Blanca) Blanca
- Centaurea pungens Pomel
- Centaurea radichii Plazibat
- Centaurea ragusina L.
- Centaurea rahiminejadii Negaresh
- Centaurea raimondoi Bancheva & Kaya
- Centaurea raphanina Sm.
- Centaurea ravansarensis Ranjbar & Negaresh
- Centaurea rechingeri Phitos
- Centaurea redempta Heldr.
- Centaurea reducta Wagenitz
- Centaurea reflexa Lam.
- Centaurea regia Boiss.
- Centaurea reichenbachii DC.
- Centaurea resupinata Coss.
- Centaurea reuteriana Boiss.
- Centaurea rhaetica Moritzi
- Centaurea rhizantha C.A.Mey.
- Centaurea rhizocalathium (K.Koch) Boiss.
- Centaurea rigida Banks & Sol.
- Centaurea rivasmateoi Ladero
- Centaurea ropalon Pomel
- Centaurea rouyi Coincy
- Centaurea rufidula Bornm.
- Centaurea rumelica Boiss.
- Centaurea rupestris L.
- Centaurea rutifolia Sm.
- Centaurea saccensis Raimondo, Bancheva & Ilardi
- Centaurea sagredoi Blanca
- Centaurea sakarensis Bancheva & Raimondo
- Centaurea sakariyaensis Uysal & Dural
- Centaurea saligna (K.Koch) Wagenitz
- Centaurea salmasensis Ranjbar & Heydari
- Centaurea salonitana Vis.
- Centaurea samothracica Strid & Kit Tan
- Centaurea sanandajensis Ranjbar & Negaresh
- Centaurea sarandinakiae N.B.Illar.
- Centaurea sarfattiana Brullo, Gangale & Uzunov
- Centaurea savranica Klokov
- Centaurea saxicola Lag.
- Centaurea saxifraga Coincy
- Centaurea scabiosa L. - gratabous
- Centaurea scannensis Anzal., Soldano & F.Conti
- Centaurea schimperi DC.
- Centaurea schousboei Lange
- Centaurea scillae Brullo
- Centaurea sclerolepis Boiss.
- Centaurea scoparia Sieber ex Spreng.
- Centaurea scopulorum Boiss. & Heldr.
- Centaurea scripczinskyi Mikheev
- Centaurea seguenzae (Lacaita) Brullo, Marcenò & Siracusa
- Centaurea sehat-niakii Negaresh
- Centaurea semidecurrens Jord.
- Centaurea semiusta Juz.
- Centaurea senegalensis DC.
- Centaurea sennikoviana Negaresh & Kaya
- Centaurea sericea Wagenitz
- Centaurea seridis L. - centàurea cruenta
- Centaurea serowensis Negaresh
- Centaurea serpentinica A.Duran & B.Doğan
- Centaurea shahuensis Ranjbar & Negaresh
- Centaurea shehbazii Ranjbar & Negaresh
- Centaurea shouilea Parsa
- Centaurea shumkana Kit Tan, Shuka & Wagenitz
- Centaurea sicana Raimondo & Spadaro
- Centaurea sicula L.
- Centaurea sieheana Wagenitz
- Centaurea simonkaiana Hayek
- Centaurea simulans Wagenitz
- Centaurea sinaica DC.
- Centaurea singarensis Boiss. & Hausskn.
- Centaurea sintenisiana Gand.
- Centaurea sipylea Wagenitz
- Centaurea sirdjanica Parsa
- Centaurea sivasica Wagenitz
- Centaurea skopjensis Micevski
- Centaurea solitaria Ranjbar & Negaresh
- Centaurea solstitialis L. - blanquiella
- Centaurea sophiae Klokov
- Centaurea soskae Hayek
- Centaurea speciosa Boiss.
- Centaurea spectabilis (DC.) Sch.Bip.
- Centaurea sphaerocephala L.
- Centaurea spicata Boiss.
- Centaurea spinosa L.
- Centaurea spinosociliata Seenus
- Centaurea splendens L.
- Centaurea spruneri Boiss. & Heldr.
- Centaurea stapfiana (Hand.-Mazz.) Wagenitz
- Centaurea stereophylla Besser
- Centaurea sterilis Steven
- Centaurea steveniana Klokov
- Centaurea stevenii M.Bieb.
- Centaurea stoebe L.
- Centaurea stricta Waldst. & Kit.
- Centaurea stuessyi Arnelas, Devesa & E.López
- Centaurea subsericans Halácsy
- Centaurea subtilis Bertol.
- Centaurea sulphurea Willd.
- Centaurea susannae Invernón & Devesa
- Centaurea tabriziana Ranjbar & Heydari
- Centaurea tadshicorum Tzvelev
- Centaurea takhtajanii Gabrieljan & Tonyan
- Centaurea takredensis Coss. ex Maire
- Centaurea tanaitica Klokov
- Centaurea tardiflora Wagenitz
- Centaurea tauromenitana Guss.
- Centaurea tauscheri A.Kern.
- Centaurea tchihatcheffii Fisch. & C.A.Mey.
- Centaurea tenacissima (Groves) Brullo
- Centaurea tenoreana Willk.
- Centaurea tenorei Guss. ex Lacaita
- Centaurea thasia Hayek
- Centaurea theryi Emb. & Maire
- Centaurea thessala Hausskn.
- Centaurea thirkei Sch.Bip.
- Centaurea thracica (Janka) Gugler
- Centaurea thuillieri J.Duvign. & Lambinon
- Centaurea toletana Boiss. & Reut.
- Centaurea tomentella Hand.-Mazz.
- Centaurea tommasinii A.Kern.
- Centaurea tomorosii Micevski
- Centaurea torreana Ten.
- Centaurea tossiensis Freyn & Sint.
- Centaurea tougourensis Boiss. & Reut.
- Centaurea trachonitica Post
- Centaurea transcaucasica Sosn. ex Grossh.
- Centaurea treskana Micevski
- Centaurea triamularia Aldén
- Centaurea trichocephala M.Bieb. ex Willd.
- Centaurea triniifolia Heuff.
- Centaurea tripontina López-Alvarado, L.Sáez, Filigh., Guardiola & Susan
- Centaurea triumfettii All.
- Centaurea tuntasia Heldr. ex Halácsy
- Centaurea turkestanica Franch.
- Centaurea tuzgoluensis Aytaç & H.Duman
- Centaurea tymphaea Hausskn.
- Centaurea ugamica Iljin
- Centaurea ulrichiorum Wagenitz, F.H.Hellw. & Parolly
- Centaurea ultreiae Silva Pando
- Centaurea uniflora Turra
- Centaurea urgellensis Sennen
- Centaurea urvillei DC.
- Centaurea ustulata DC.
- Centaurea uysalii Şirin & Çeçen
- Centaurea valdemonensis Domina, Di Grist. & Barone
- Centaurea valesiaca (DC.) Jord.
- Centaurea vandasii Velen.
- Centaurea vanensis Wagenitz
- Centaurea vankovii Klokov
- Centaurea varnensis Velen.
- Centaurea vatevii Degen, Urumov & Wagn.
- Centaurea vavilovii Takht. & Gabrieljan
- Centaurea veneris (Sommier) Bég.
- Centaurea vermia Rech.f.
- Centaurea vermiculigera Hub.-Mor.
- Centaurea verutum L.
- Centaurea vesceritensis Boiss.
- Centaurea vichrenensis (Skokanová) Raus & Strid
- Centaurea virescens (Guss.) Domina & Raimondo
- Centaurea virgata Lam.
- Centaurea visianii Radić
- Centaurea vlachorum Hartvig
- Centaurea vorasana (Skokanová) Raus & Strid
- Centaurea wagenitzii Hub.-Mor.
- Centaurea wallichiana Less.
- Centaurea wendelboi Wagenitz
- Centaurea werneri Wagenitz, F.H.Hellw. & Parolly
- Centaurea wettsteinii Degen & Dörfl.
- Centaurea wiedemanniana Fisch. & C.A.Mey.
- Centaurea wolgensis DC.
- Centaurea woronowii Bornm. ex Sosn.
- Centaurea xaveri N.Garcia & Susanna
- Centaurea xerolepida Pau
- Centaurea xylobasis Rech.f.
- Centaurea yaltirikii N.Aksoy, H.Duman & Efe
- Centaurea yemensis Wagenitz
- Centaurea yozgatensis Wagenitz
- Centaurea zaferii Negaresh
- Centaurea zagrosmontana Ranjbar & Heydari
- Centaurea zangulensis Ranjbar & Negaresh
- Centaurea zarrei Negaresh
- Centaurea zeybekii Wagenitz
- Centaurea ziganensis Yüzb., M.Bona & İ.Genç
- Centaurea zlatarskyana Urum. & J.Wagner
- Centaurea zlatiborensis Zlatković, Novaković & Janaćković
- Centaurea zuccariniana DC.

### Híbrids
S'han descrit els següents híbrids naturals:
- Centaurea × aellenii Arènes
- Centaurea × beckiana Müllner
- Centaurea × bilbilitana Pau
- Centaurea × castellano-manchensis Mateo & M.B.Crespo
- Centaurea × cavarae Guadagno ex Del Guacchio, Cennamo & P.Caputo
- Centaurea × ceballosii Fern.Casas
- Centaurea × cephalariseptimae Fern.Casas & Susanna
- Centaurea × confusa H.J.Coste & Sennen
- Centaurea × costeana Sennen
- Centaurea × croatica J.Wagner & Degen
- Centaurea × dobrogensis Prodan & J.Wagner
- Centaurea × doumerguei Faure & Maire
- Centaurea × eclipsislunae Mateo & M.B.Crespo
- Centaurea × eliasii Sennen & Pau
- Centaurea × esguevana Fern.Alonso & Fern.Casas
- Centaurea × extranea Beck ex Gugler
- Centaurea × forsythiana Levier ex Filigh., Farris, Pisanu & Urbani
- Centaurea × frayana H.Boissieu ex Gáyer
- Centaurea × gautieriana Sennen
- Centaurea × genesii-lopezii Fern.Casas & Susanna
- Centaurea × gerstlaueri Erdner
- Centaurea × grabowskiana J.Wagner
- Centaurea × grafiana DC.
- Centaurea × grosii Font Quer
- Centaurea × jaceiformis Rouy
- Centaurea × juvenalis Delile ex Godr.
- Centaurea × kleinii C.T.Roché & Susanna
- Centaurea × kuemmerlei Prodan & J.Wagner
- Centaurea × kupcsokiana J.Wagner
- Centaurea × livonica Weinm.
- Centaurea × losana Pau
- Centaurea × mairei Faure
- Centaurea × maritima Dufour
- Centaurea × masfitensis Benavent, P.P.Ferrer, Ferriol, Garmendia & Merle
- Centaurea × melanocalathia Borbás
- Centaurea × mutabilis St.-Amans
- Centaurea × noguerensis Mateo
- Centaurea × nouelii Franch. ex H.J.Coste
- Centaurea × numantina A.Segura
- Centaurea × paredensis (G.López) Mateo & Arán
- Centaurea × paucispina (Ferriol, Merle & Garmendia) P.P.Ferrer, Ferriol, Merle & Garmendia
- Centaurea × pinillosii Mateo & M.B.Crespo
- Centaurea × polymorpha Lag.
- Centaurea × preissmannii Hayek
- Centaurea × psammogena Gáyer
- Centaurea × reditus F.Herm.
- Centaurea × rossiana J.Wagner
- Centaurea × sanchisiana Gómez Nav., Mansanet-Salvador, P.P.Ferrer, R.Roselló, E.Laguna & Peris
- Centaurea × saratoi (Briq.) Rouy
- Centaurea × semiaustriaca Nyár.
- Centaurea × senneniana Rouy
- Centaurea × soriana A.Segura ex Mateo & M.B.Crespo
- Centaurea × trauttmannii J.Wagner
- Centaurea × zubiae Pau

### Sinònims
Els següents noms científics són sinònims de heterotípics Centaurea:
- Acosta DC.
- Acrocentron Cass.
- Acrolophus Cass.
- Alophium Cass.
- Ammocyanus (Boiss.) Dostál
- Antaurea Neck.
- Behen Hill
- Benedicta Bernh.
- Calcitrapa Heist. ex Fabr.
- Calcitrapoides Fabr.
- Carbeni Adans.
- Carbenia Adans.
- Cardosanctus Bubani
- Cestrinus Cass.
- Chartolepis Cass.
- Cheirolepis Boiss.
- Chrysopappus Takht.
- Cistrum Hill
- Cnicus L.
- Colymbada Hill
- Crepula Hill
- Cyanus Mill.
- Cynaroides (Boiss. ex Walp.) Dostál
- Eremopappus Takht.
- Erinacella (Rech.f.) Dostál
- Eriopha Hill
- Grossheimia Sosn. & Takht.
- Heraclea Hill
- Hierapicra Kuntze
- Hippophaestum Gray
- Hookia Neck.
- Hyalea Jaub. & Spach
- Hymenocentron Cass.
- Jacea Mill.
- Lepteranthus Neck. ex Fourr.
- Leucacantha Nieuwl. & Lunell
- Leucantha Gray
- Lopholoma Cass.
- Melanoloma Cass.
- Menomphalus Pomel
- Mesocentron Cass.
- Microlophus Cass.
- Paraphysis (DC.) Dostál
- Pectinastrum Cass.
- Petrodavisia Holub
- Phaeopappus (DC.) Boiss.
- Phalolepis Cass.
- Philostizus Cass.
- Phrygia (Pers.) Bosc
- Piptoceras Cass.
- Platylophus Cass.
- Plumosipappus Czerep.
- Podia Neck.
- Polyacantha Gray
- Psora Hill
- Pterolophus Cass.
- Pycnocomus Hill
- Rhacoma Adans.
- Sagmen Hill.
- Seridia Juss.
- Setachna Dulac
- Solstitiaria Hill
- Sphaerocephala Hill
- Spilacron Cass.
- Staebe Hill
- Stenolophus Cass.
- Stephanochilus Coss. ex Maire
- Tetramorphaea DC.
- Tomanthea DC.
- Triplocentron Cass.
- Veltis Adans.
- Verutina Cass.
- Wagenitzia Dostál

- × Acostitrapa Rauschert
- × Colycea Fern.Casas & Susanna
- × Colymbacosta Rauschert
- × Jaceacosta Rauschert
- × Jaceitrapa Rauschert

## Galeria

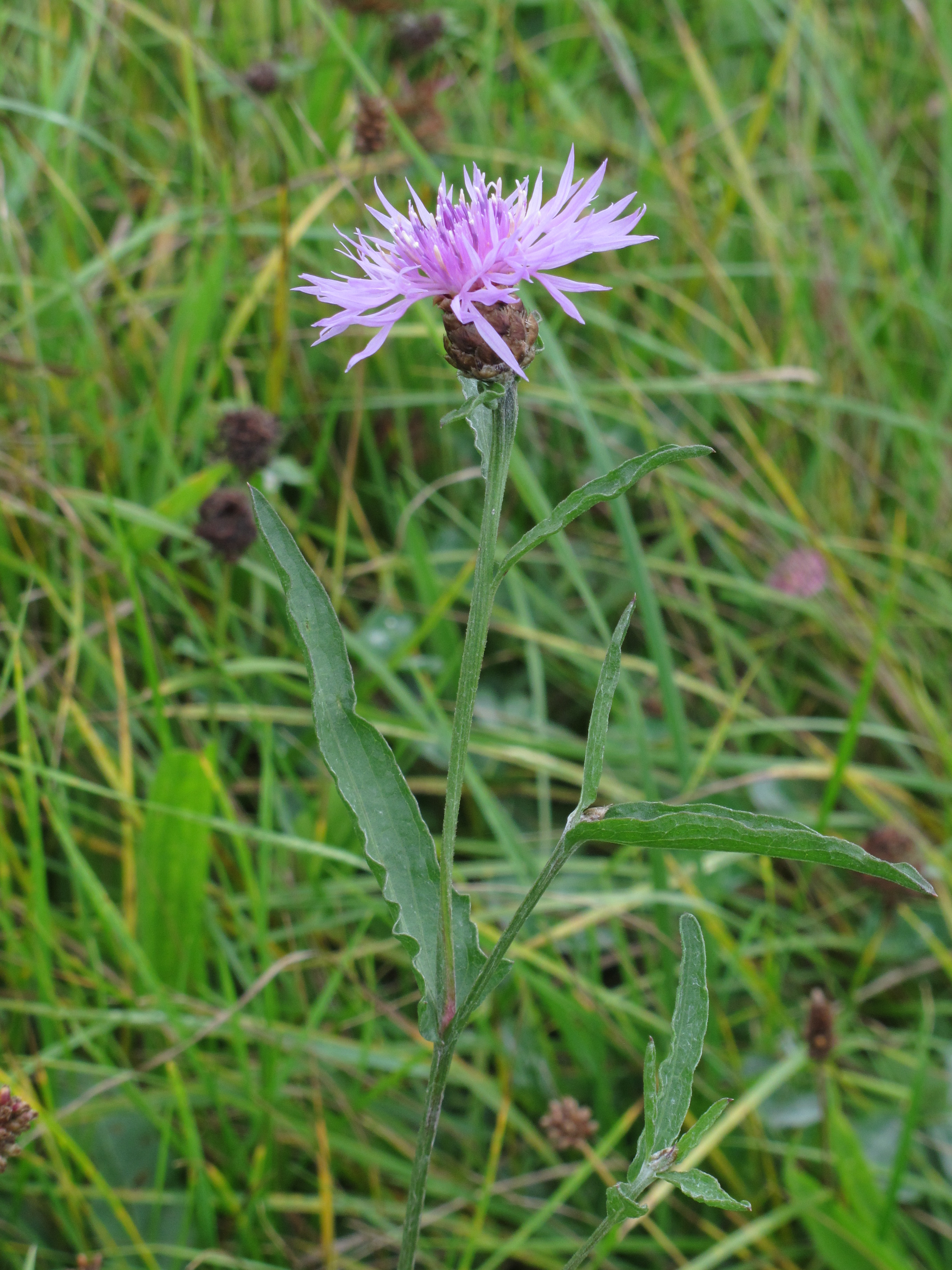
Centaurea jacea
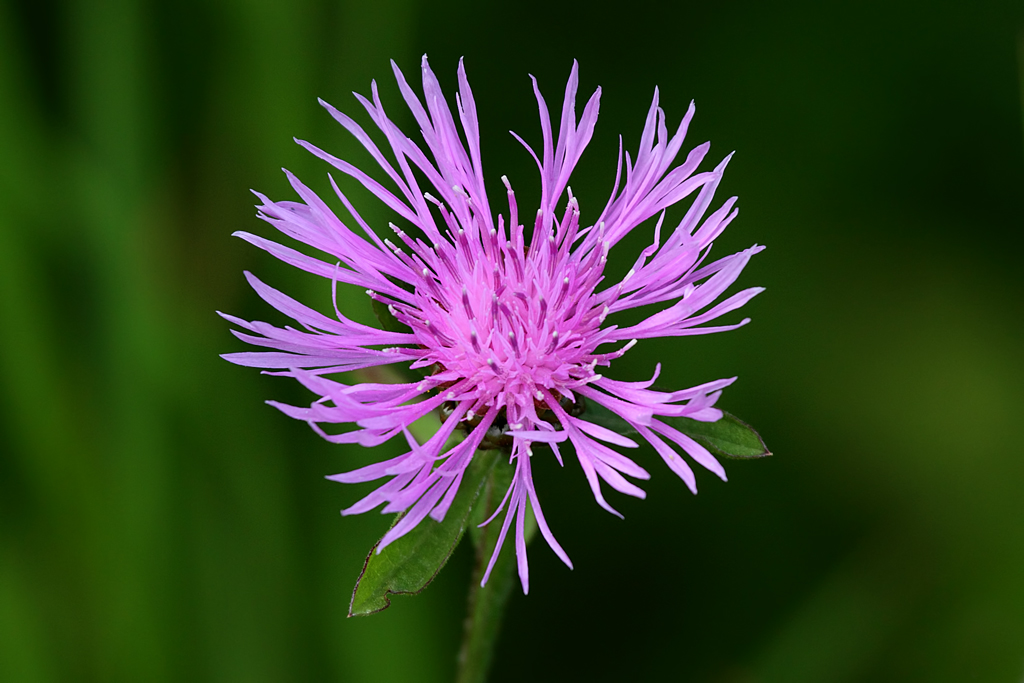
Centaurea maculosa
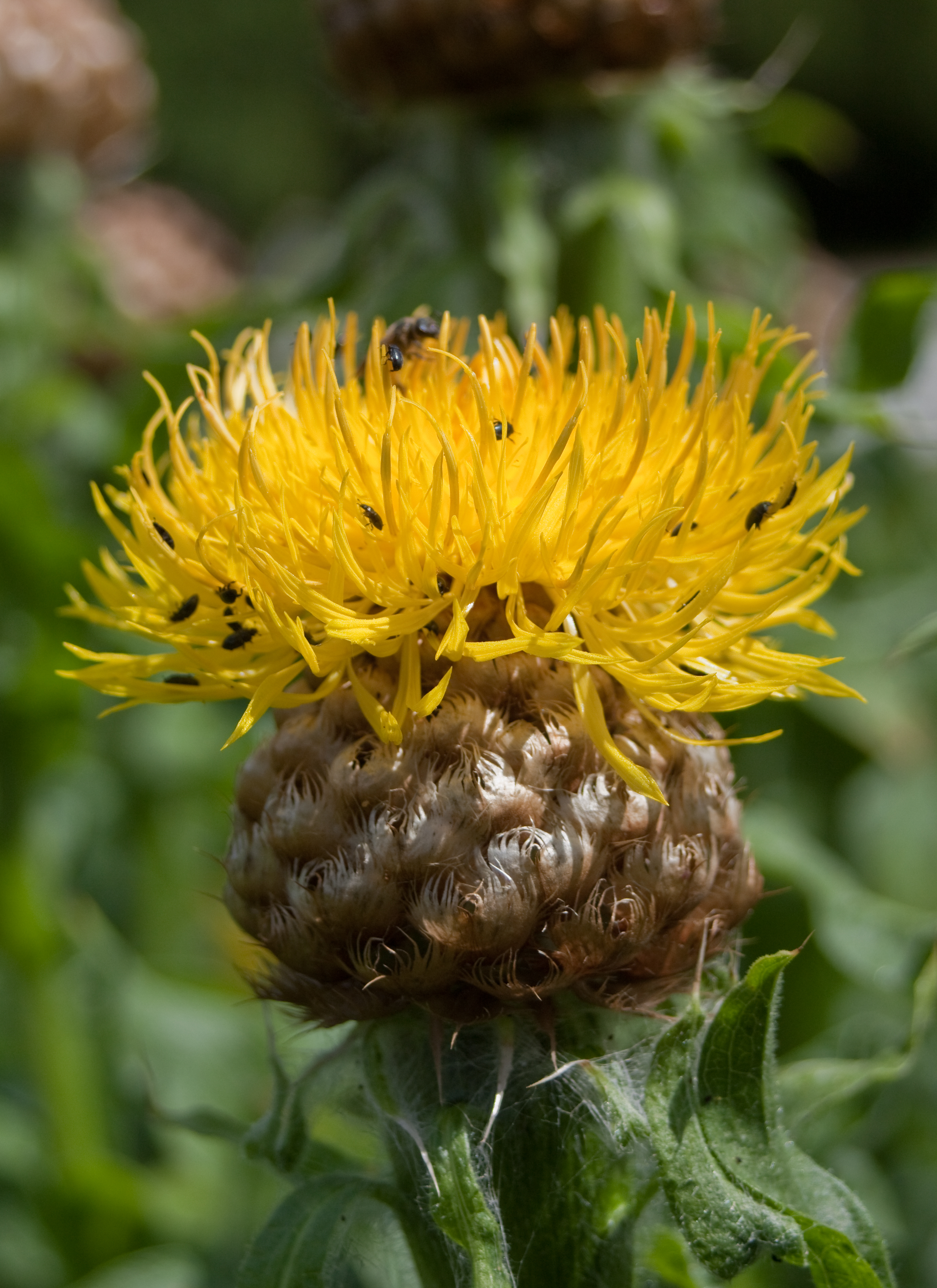
Centaurea macrocephala
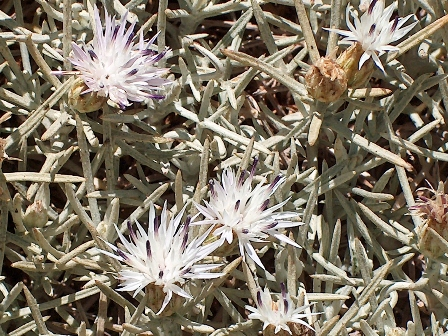
Centaurea horrida, endemisme del nord de Sardenya
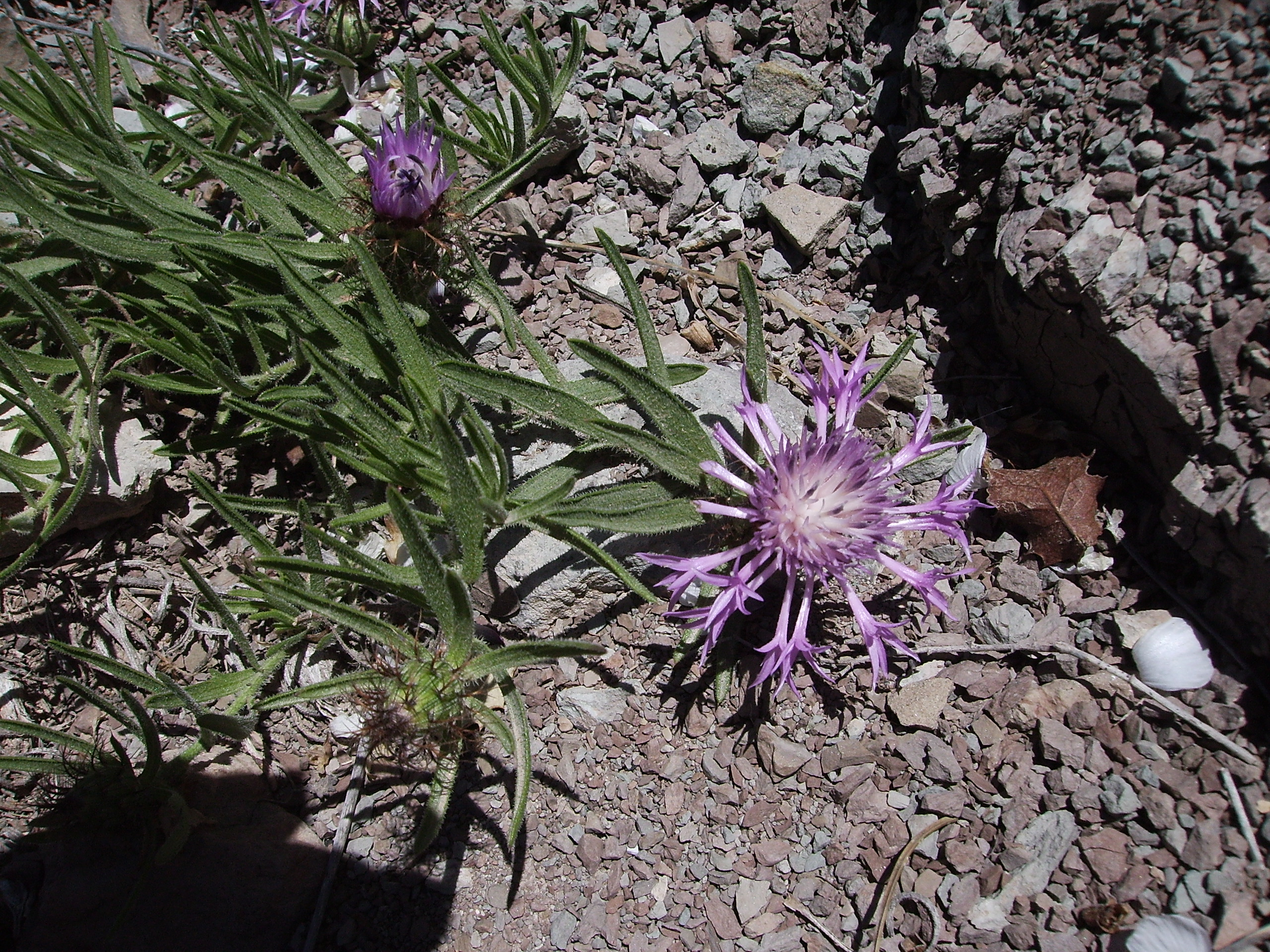
Centaurea linifolia
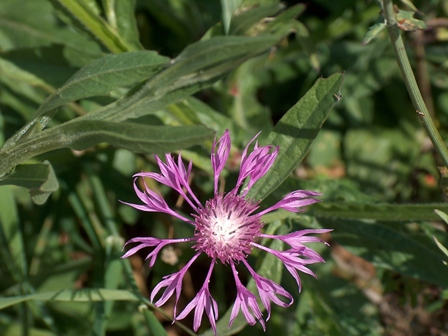
Centaurea napifolia
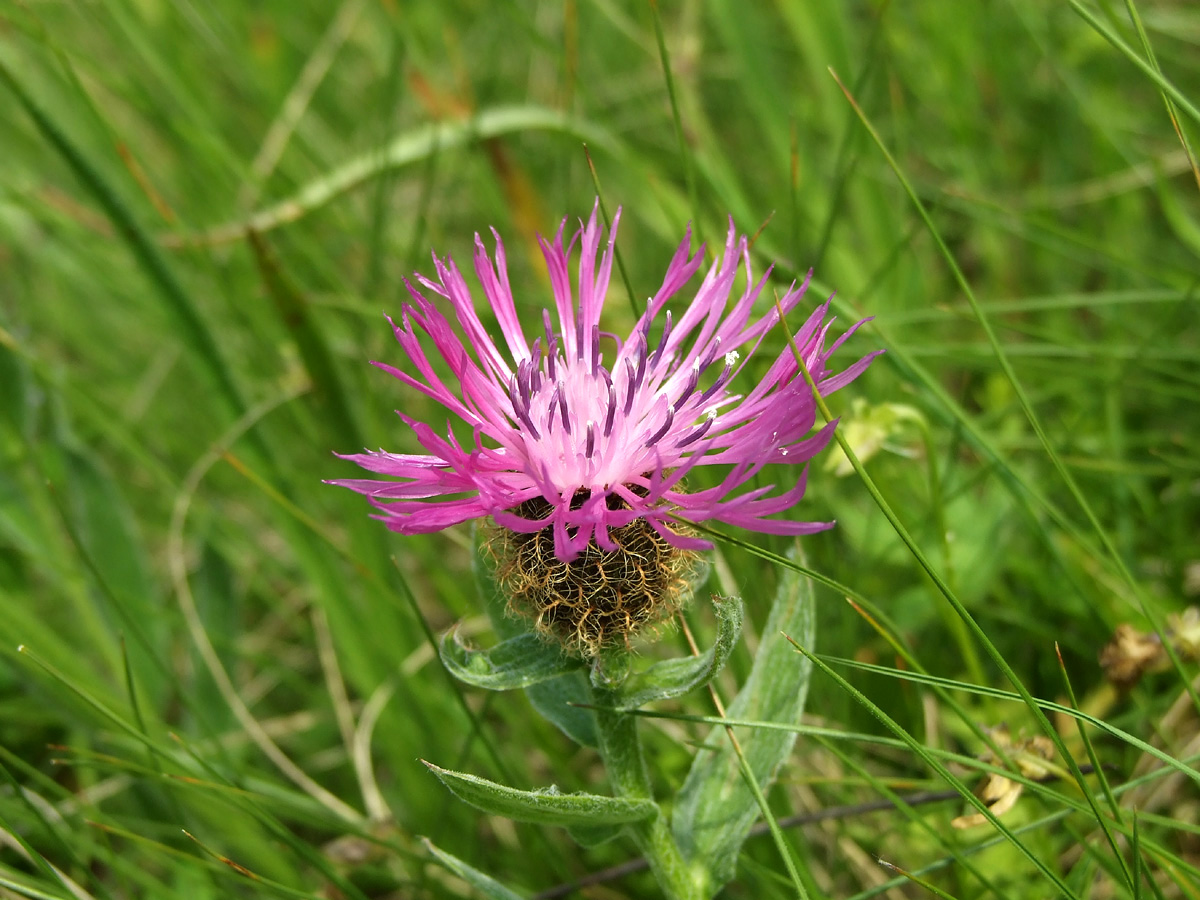
Centaurea nervosa
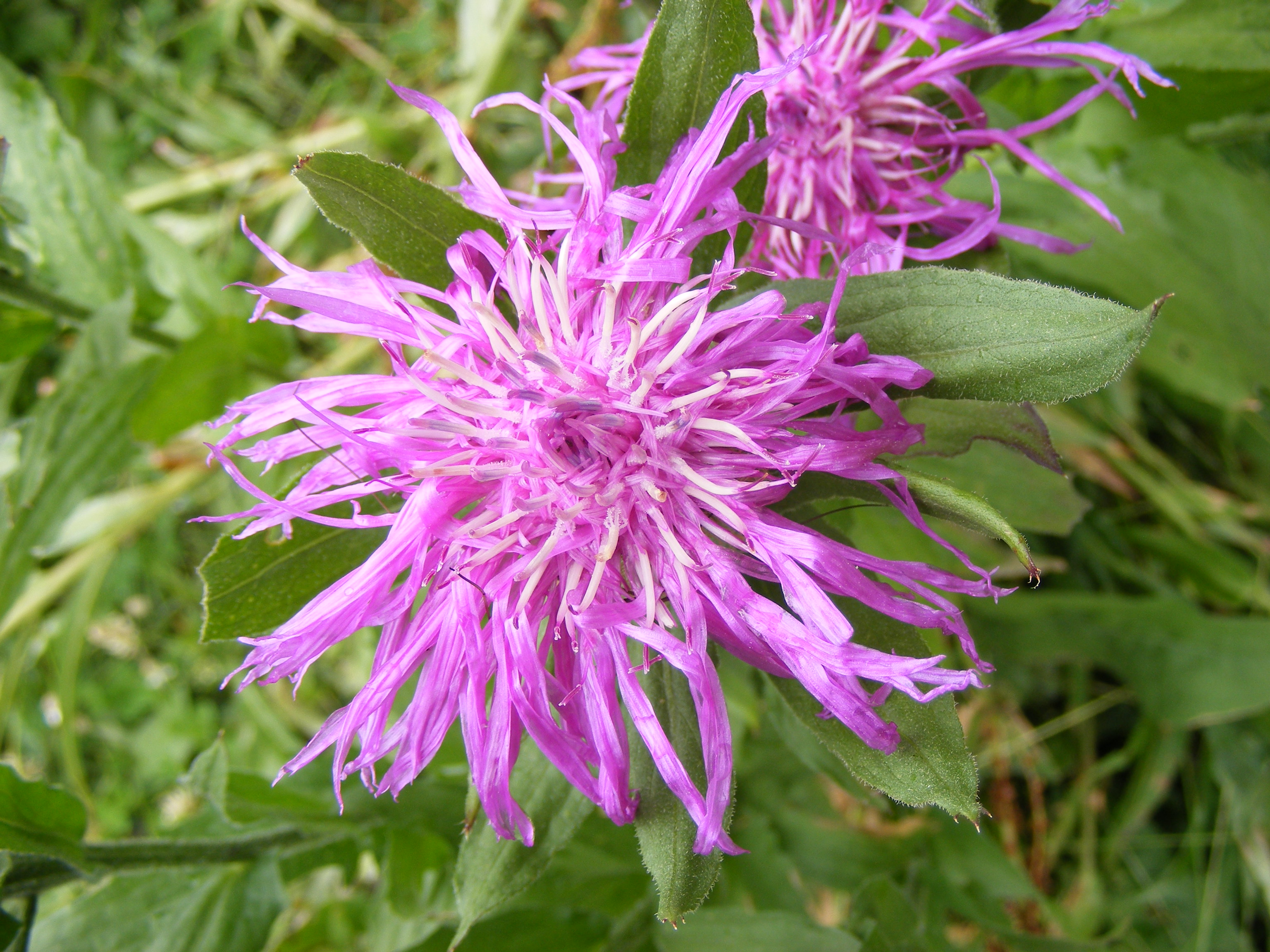
Centaurea pseudophrygia
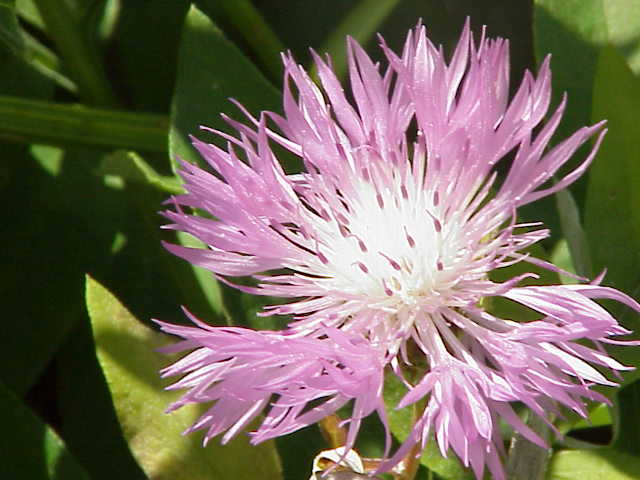
Centaurea pulcherrima
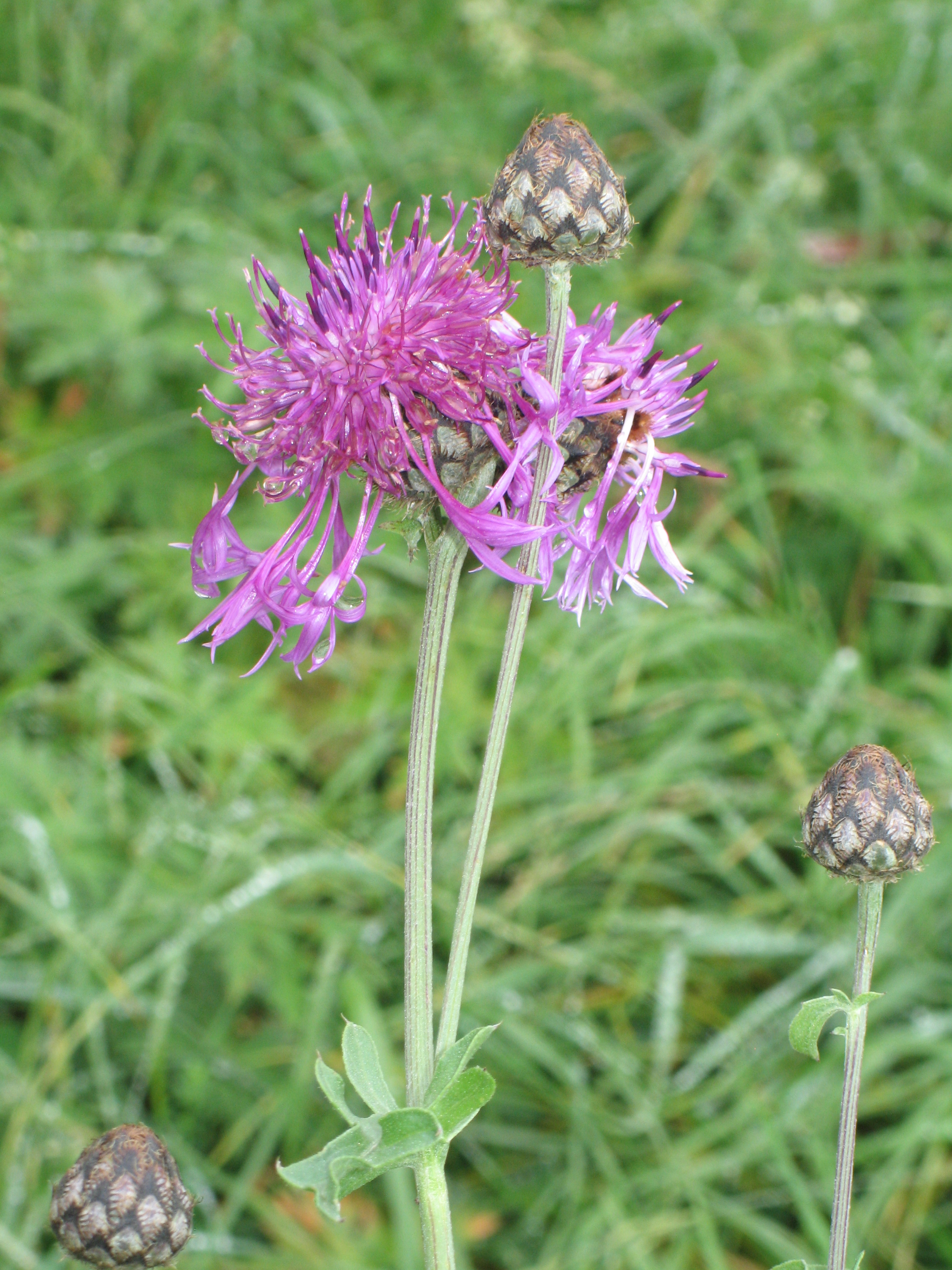
Centaurea scabiosa
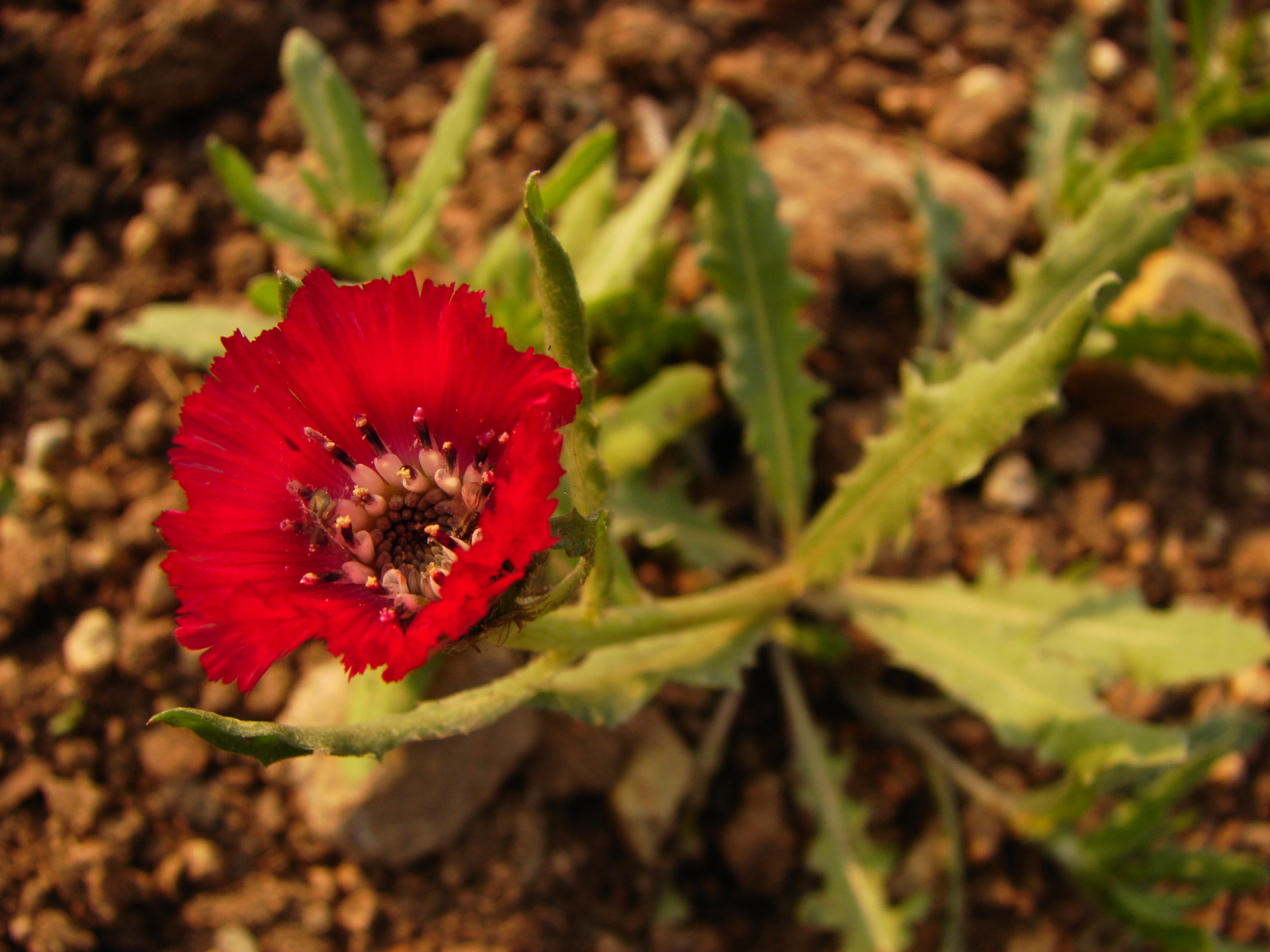
Centaurea tchihatcheffii, endemisme de Turquia
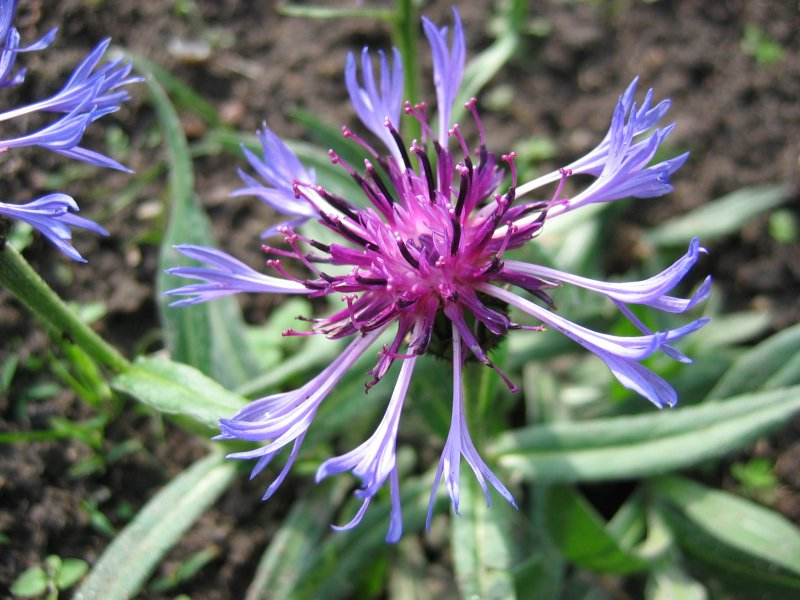
Centaurea triumfettii